# Gynoplistia distinctissima
Gynoplistia distinctissima är en tvåvingeart. Gynoplistia distinctissima ingår i släktet Gynoplistia och familjen småharkrankar.

## Underarter
Arten delas in i följande underarter:
- G. d. distinctissima
- G. d. nigrina